# Mokotów (zajezdnia tramwajowa)
Zajezdnia tramwajowa „Mokotów“, właśc. Zakład Realizacji Przewozów „Mokotów“ − R-3 – zajezdnia tramwajowa znajdująca się przy ulicy Woronicza 27 w Warszawie.

## Historia
Budowę zajezdni rozpoczęto w 1952 i ukończono w styczniu 1955. Zastąpiła pierwszą remizę tramwajową „Mokotów” wzniesioną w latach 1880–1881 przy ulicy Puławskiej 13/15.
W 1961 do zajezdni przeniesiono tabor z likwidowanej zajezdni „Solec“ znajdującej się pod wiaduktem mostu Poniatowskiego.
W latach 60. zajezdnię ogrodzono i wyposażono w bramy wjazdowe. Wtedy to dostarczono też pierwsze wagony typu Konstal 13N. W latach 2000–2001 zmodernizowano sieć trakcyjną oraz wykonano instalację elektrycznego ogrzewania zwrotnic. W 2005 roku zajezdnia obchodziła 50-lecie istnienia.
W 2019 na terenie zajezdni otwarto Izbę Tradycji Tramwajów Warszawskich.
Z zajezdnią sąsiaduje zajezdnia autobusowa R-1 należąca do Miejskich Zakładów Autobusowych.